# Friedrich Wilhelm Jähns
Friedrich Wilhelm Jähns (Berlino, 2 gennaio 1809 – Berlino, 8 agosto 1888) è stato un compositore, scrittore e musicologo tedesco che ha composto musiche da camera e varie pagine per una voce e pianoforte.

## Biografia
Figlio di Johann Christoph Jähns (1766-1833) e di Dorothea Sophia Cook (1767-1833), convolati a nozze nel 1791, Jähns ha studiato inizialmente canto con Grell e con il soprano degli spettacoli reali Charles Detroit.
Ha proseguito la sua carriera di studente sotto la guida di Stumer per il canto, di L. Horzizky per la teoria musicale ed il pianoforte, di Zelter per la composizione.
In gioventù si è esibito in un palcoscenico privato a Berlino e avrebbe voluto fare carriera nel teatro, ma in seguito si è dedicato a dare lezioni di canto. 
Ha avuto un grande successo come insegnante di canto, formando più di novecento studenti, inclusa la principessa Luisa di Prussia. 
Dal 1828 al 1838 ha cantato alla Sing-Akademie di Berlino. 
Il 1º agosto 1835 si è sposato con Ida Klöden, con la quale ha avuto due figli: Max e Reinhart.
Nel 1845 ha fondato una Società Corale di cui assunse la direzione fino al 1870, con la quale ha effettuato numerosi concerti. 
Nel 1881 è stato nominato insegnante di retorica al Conservatorio Scharwenka.
Allo stesso tempo, è stato anche attivo in quasi tutti i settori della composizione e in particolare le sue opere vocali hanno ricevuto un'accoglienza molto favorevole da parte del pubblico. Ha composto una grande sonata per violino e pianoforte, un trio per pianoforte, Schottische Lieder.
Tra le sue pubblicazioni si annoverano un catalogo tematico sulle opere di Carl Maria von Weber intitolato Carl Maria von Weber in seinen Werken
(1871; seconda edizione del 1967); proprio i numeri di questo catalogo, preceduti da "J.", sono usati per riferire le opere di Weber. Ha anche scritto una biografia di Weber intitolata Carl Maria von Weber: eine Lebensskizze nach authentischen Quellen (Lipsia 1873).
Tra le sue varie attività, è riuscito ad arricchire la Biblioteca Reale di Berlino con il dono di molte memorie che aveva collezionato, tre le quali tutti i documenti disponibili sulla vita e le opere di Weber, trecento lettere autografate e altri opuscoli.